# Giáo phận Chuncheon

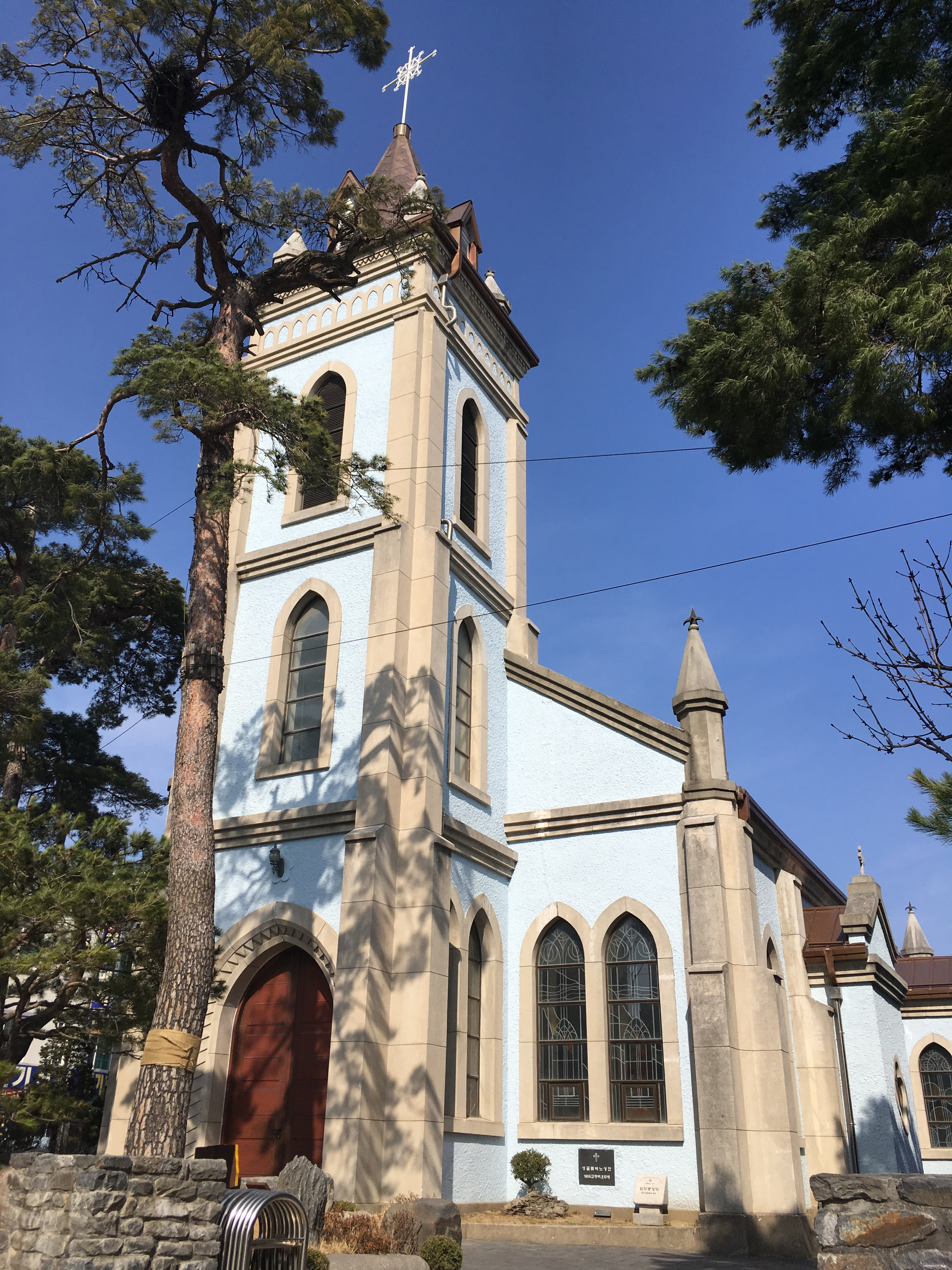
Một nhà thờ tại Gangneung

Giáo phận Chuncheon (tiếng Hàn Quốc: 천주교 춘천교구; tiếng Latinh: Dioecesis Chuncheonensis) là một giáo phận của Giáo hội Latinh trực thuộc Giáo hội Công giáo Rôma tại Triều Tiên. Giáo phận là một giáo phận trực thuộc Tổng giáo phận Seoul, với tòa giám mục đặt tại tỉnh Gangwon, Hàn Quốc.

## Địa giới
Địa giới giáo phận bao gồm:
- Toàn bộ tỉnh Kangwon ở Bắc Triều Tiên;
- Các thành phố Gangneung, Donghae (một phần), Sokcho, Chuncheon và các huyện Goseong, Yanggu, Yangyang, Inje, Cheorwon, Pyeongchang (một phần), Hongcheon và Hwacheon thuộc tỉnh Gangwon; thành phố Pocheon và huyện Gapyeong thuộc tỉnh Gyeonggi ở Hàn Quốc.

Nhà thờ chính tòa của giáo phận là Nhà thờ chính tòa Thánh Tâm ở thành phố Chuncheon, cũng là nơi đặt tòa giám mục của giáo phận.
Giáo phận được chia thành 62 giáo xứ.

## Lịch sử
Hạt Phủ doãn Tông tòa Shunsen được thành lập vào ngày 25/4/1939 theo tông sắc Ad fidei propagationem của Giáo hoàng Piô XI, trên phần lãnh thổ tách ra từ Hạt Đại diện Tông tòa Seoul (hiện là Tổng giáo phận Seoul).
Vào ngày 16/7/1950 Hạt Phủ doãn Tông tòa đã đổi tên thành Hạt Phủ doãn Tông tòa Ch'unch'on.
Vào ngày 20/9/1955 Hạt Phủ doãn Tông tòa được nâng cấp thành một Hạt Đại diện Tông tòa theo tông sắc Etsi sancta Ecclesia của Giáo hoàng Piô XII.
Vào ngày 10/3/1962 Hạt Đại diện Tông tòa được nâng cấp thành một giáo phận theo tông sắc Fertile Evangelii semen của Giáo hoàng Gioan XXIII.
Vào ngày 22/3/1965 một phần lãnh thổ của giáo phận được tách ra để thành lập Giáo phận Wonju.
Từ năm 2005 các đời Giám mục chính tòa Giáo phận Ch'unch'on đã giữ chức Giám quản Tông tòa Giáo phận Hàm Hưng nằm trên lãnh thổ Bắc Triều Tiên.
Vào ngày 9/6/2021 giáo phận đã đổi tên thành như hiện tại.

## Lãnh đạo qua từng thời kì
Các giai đoạn trống tòa không quá 2 năm hay không rõ ràng bị loại bỏ.
- Thomas Quinlan, S.S.C.M.E. † (22/11/1940[2] - 9/2/1942 từ nhiệm)
  - Trống tòa (1942-1948)
- Thomas Quinlan, S.S.C.M.E. † (12/11/1948 - 16/11/1965 từ nhiệm[3]) (lần 2)
- Thomas Stewart, S.S.C.M.E. † (1/2/1966 - 21/3/1994 từ nhiệm)
- Gioan Thánh Giá Chang Yik † (11/11/1994 - 28/1/2010 về hưu)
- Luca Kim Woon-hoe (28/1/2010 - 21/11/2020 về hưu)
- Simôn Kim Ju-young, từ 21/1/2020